# André Vervoort
Pour les articles homonymes, voir Vervoort.
Joseph Paul André Vervoort, dit André Vervoort né à Paris le 18 décembre 1865 et mort à Saint-Aubin-du-Thenney le 31 mars 1943, est un journaliste et homme politique nationaliste français.

## Biographie

### Famille
André Vervoort, né le 18 décembre 1865 au no 32 du quai de Béthune (4e arrondissement de Paris), est le fils d'Alfred Vervoort (1832-1882), sous-chef de bureau à la mairie du 3e arrondissement (puis à la préfecture de la Seine), et d'Estelle-Adélaïde-Palmyre Guérin (1828-1912),.
Le grand-père paternel d'André Vervoort est Amédée Vervoort, membre du conseil de l'ordre des avocats de Paris.
Les grands-parents maternels d'André Vervoort sont Gabriel-Christophe Guérin, artiste peintre strasbourgeois, et Marie-Adrienne Morel, tante maternelle du célèbre polémiste Henri Rochefort. Ce dernier est donc le cousin germain éloigné au 1er degré d'André Vervoort et de sa sœur Marie-Marguerite Vervoort (1869-1950). Celle-ci devient vers 1889 la compagne de Rochefort, qu'elle épouse le 22 septembre 1897 à la mairie du 16e arrondissement.
Le 30 mars 1903, André Vervoort épouse à la mairie du 8e arrondissement Alexandrine-Marguerite Nicolaïdès (1876-1959), fille d'Alexandre Nicolaïdès. Le couple a une fille, Hélène Vervoort.
André Vervoort meurt le 31 mars 1943 à Saint-Aubin-du-Thenney, où il est inhumé.

### Formation et carrière
Élève des lycées Saint-Louis et Henri-IV, André Vervoort fait paraître un texte dans la Revue critique dès 1884. La même année, il commence sa carrière de journaliste à La France libre d'Adolphe Maujan. Il collabore également à L'Événement d'Edmond Magnier, à L'Écho de Paris, au National, à La Presse et à L'Intransigeant de son parent Rochefort, qui publie en feuilleton ses premiers romans (Le Procès de l'abbé en 1887, Nini saltimbanque en 1888). En 1889, il devient le correspondant parisien du Courrier de l'Est de Maurice Barrès puis le rédacteur en chef de l'éphémère Justice du peuple de Draguignan, organe de la campagne législative d'Achille Ballière contre Clemenceau.
Vervoort devient en 1895 le rédacteur en chef du Jour, journal fondé par Charles Laurent, dont il prend bientôt la direction. De 1902 à 1905, il est le directeur et rédacteur en chef du Soir. En 1906, il entre au Gil Blas, où il signe certains articles « Verneuil » et dont il devient chef des informations puis secrétaire de la rédaction en 1909. En 1912, il devient le directeur et rédacteur en chef du Paris-Journal.
Il s'est également adonné à l'art dramatique, le plus souvent sous le nom de plume de « Paul Andry » et en collaboration avec Max Maurey.

### Parcours politique
À l'instar de Rochefort, André Vervoort a évolué du radical-socialisme au nationalisme antidreyfusard en passant par le boulangisme.
Lors des élections municipales de 1892, Vervoort, président du Comité républicain national révisionniste local, mène une liste de « républicains indépendants » (boulangistes) à Neuilly-sur-Seine, qui n'obtient que 500 voix au premier tour, loin derrière celles du maire Henrion-Berthier (conservateur) et de l'ancien maire Victor Daix (républicain). L'année suivante, Vervoort se présente comme socialiste révisionniste aux élections législatives. Il est d'abord annoncé dans la 5e circonscription de Saint-Denis, à Courbevoie, avec le soutien de la Ligue intransigeante socialiste de Rochefort. Concurrencé par un autre boulangiste, A. Féron, il retire cette candidature et opte finalement pour la première circonscription de la Haute-Vienne, à Limoges, dont le député boulangiste sortant, Georges Le Veillé, vient de mourir. Arrivé en troisième position, avec 2 809 voix, derrière le républicain modéré Félix Roussel (4 263) et le radical-socialiste Émile Labussière (6 262), Vervoort se désiste en faveur de ce dernier.
Au cours de l'Affaire Dreyfus, Vervoort change de position : après avoir fait paraître dans Le Jour du 11 septembre 1896 un article d'Adolphe Possien remettant en doute la culpabilité d'Alfred Dreyfus, il demande vainement au grand rabbin une forte somme pour continuer dans ce sens puis finit par appuyer la campagne antidreyfusarde.
Il est brièvement directeur du journal Le National entre décembre 1896 et avril 1897.
À l'occasion des élections législatives de 1898, Vervoort est soutenu par des radicaux, socialistes et nationalistes antidreyfusards dans la première circonscription du 18e arrondissement (Grandes-Carrières). Nettement devancé par le sortant socialiste Marcel Sembat (par 4 503 voix contre 2 320), il se désiste avant le second tour. Pendant la campagne, il a été très vivement attaqué par les journaux dreyfusards tels que Le Sifflet, Les Droits de l'homme et L'Aurore, et notamment par les journalistes Laurent Tailhade et Philippe Dubois, qui l'ont traité abondamment de « poisson bleu » (maquereau).
Après être devenu un fervent partisan de Raymond Poincaré dès 1913, Vervoort publie plusieurs brochures patriotiques pendant la Première Guerre mondiale.
Après la guerre, il est pendant quelques années le maire de la commune de Colleville-sur-Orne, dans le Calvados (1919-1929).

### Accusations

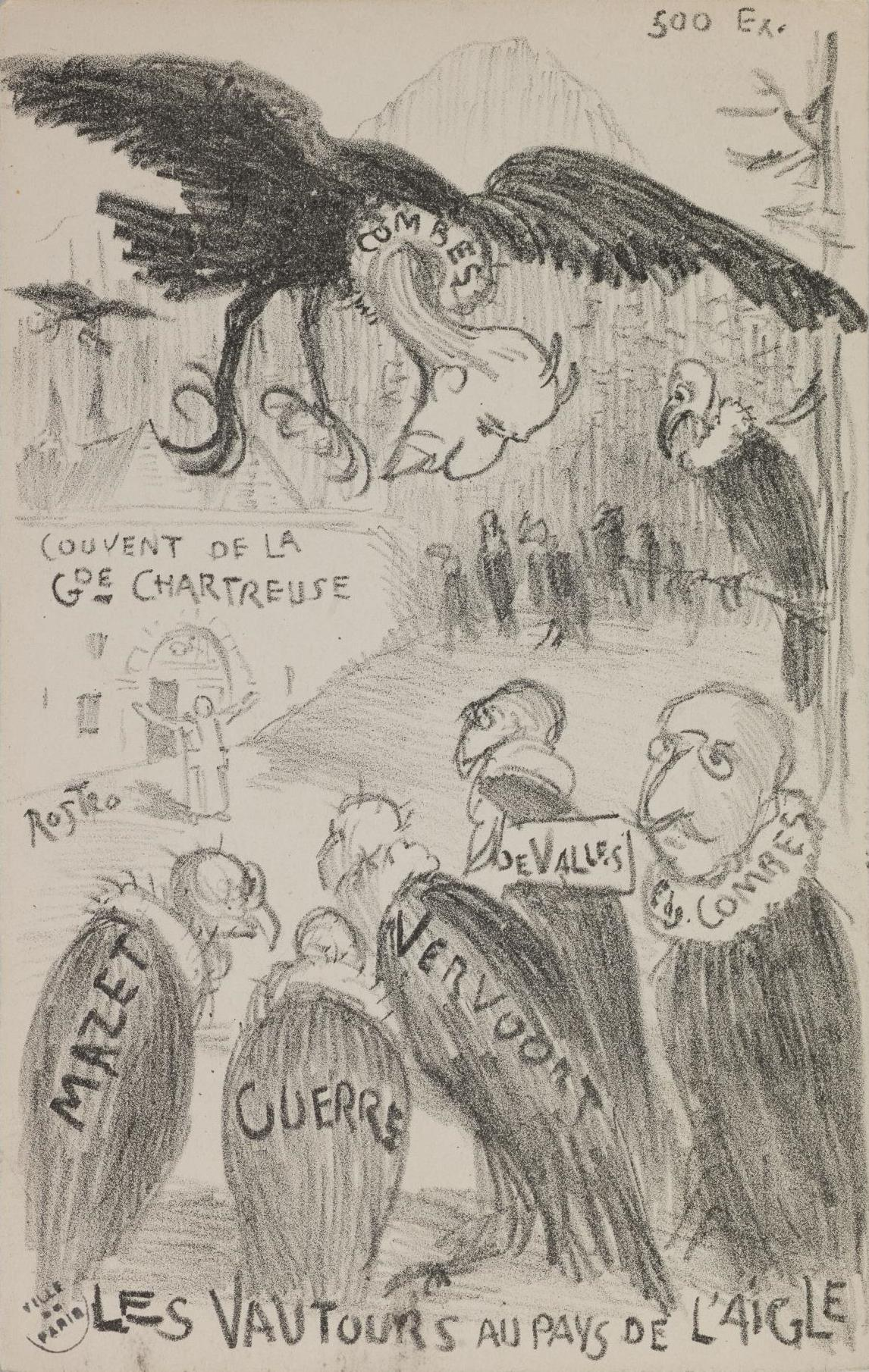
Les vautours au pays de l'aigle, caricature parue à l'époque de l'affaire.

En 1903, Joseph Besson, du Petit Dauphinois, insinue sans preuve que Vervoort aurait joué un rôle d'intermédiaire pour Edgard Combes dans l'affaire de présomption de chantage dite du « million des chartreux » de Fourvoirie.
Une décennie plus tard, lors de l'affaire Caillaux, Vervoort est mentionné car, en 1911, peu de temps avant le remariage de Joseph Caillaux, il aurait été approché en vain par la première épouse du ministre, Berthe Gueydan, dans le but de diffuser des documents compromettants.

## Distinctions
- Commandeur de la Légion d'honneur (27 décembre 1935)
- Officier de l'Instruction publique
- Officier de l'ordre du Mérite agricole
- Officier du Nichan Iftikhar
- Chevalier de l'Ordre de Charles III d'Espagne